# Iosactis vagabunda
Iosactis vagabunda är en havsanemonart som beskrevs av Riemann-Zürneck 1997. Iosactis vagabunda ingår i släktet Iosactis och familjen Iosactiidae. Inga underarter finns listade i Catalogue of Life.